# Anna Veiga
Anna Veiga Lluch (Barcelona, 25 de agosto de 1956) es una bióloga y profesora universitaria española, destacada en el estudio de las células madre y en la reproducción asistida.

## Biografía
Nació en 1956 en Barcelona. Estudió ciencias biológicas en la Universidad Autónoma de Barcelona, donde se licenció en 1979 y se doctoró en 1991. Interesada por la docencia es miembro de la cátedra de investigación en obstetricia y ginecología en el Instituto Universitario Dexeus. En 1997 obtuvo la plaza de profesora en la Universidad Autónoma de Barcelona y en la actualidad (2018) es profesora en la Universidad Pompeu Fabra y consejera de la multinacional Grifols.
Interesada en la reproducción asistida humana, especialmente en la fecundación in vitro, en 1982 se convirtió en directora de la sección de biología del servicio de medicina para la reproducción del Instituto Dexeus, cargo que ocupó hasta 2005. 
Desde 2005 dirige el Banco de Líneas Celulares en el Centro de Medicina Regenerativa de Barcelona (CMRB).
Ha publicado más de 200 artículos en revistas científicas tanto nacionales como internacionales.

## Hitos científicos
Fue la "madre científica" de la primera niña nacida por fecundación in vitro en España, Victoria Anna Perea, el 12 de julio de 1984.
Conocedora de la gran utilidad para la medicina de las células madre, ha sido una de las científicas líderes en iniciar su estudio en España junto con Bernat Soria y Juan Carlos Izpisúa.

## Reconocimientos
En 2004 fue galardonada con el Premio Creu de Sant Jordi y en 2006 con el Premio Nacional de Pensamiento y Cultura Científica de Cataluña «por su contribución a difundir y consolidar los avances de la ciencia, especialmente en el ámbito de la biomedicina», ambos concedidos por la Generalidad de Cataluña. 
En 2013 fue galardonada con la Medalla de Honor del Parlamento de Cataluña.
En 2005 fue investida Doctora honoris causa por la Universitat de Vic-Universitat Central de Catalunya. En 2017 recibió el Premio Colegiada de Honor del Colegio de Biólogos de Cataluña.